# Nowosłobodskaja
Nowosłobodskaja (ros. Новослободская) – stacja moskiewskiego metra linii okrężnej (kod 068). Od 1992 roku na stacji istnieje możliwość przejścia na stację Mendelejewskaja linii Sierpuchowsko-Timiriaziewskajej. Wyjścia prowadzą na ulice Seleznewskaja i Nowosłobodskaja (od której pochodzi nazwa stacji).

## Wystrój
Stacja jest trzykomorowa, jednopoziomowa, posiada jeden peron, została urządzona przez rosyjskiego malarza Pawła Korina. Pylony pokryte białym marmurem ozdobiono 32 podświetlonymi witrażami z ozdobnymi mosiężnymi ramami. Mozaika "Pokój na całym świecie" (Мир во всём мире) autorstwa Korina znajdująca się na końcu stacji została wykonana w Rydze. Oświetlenie stanowią stożkowe żyrandole. W 2003 dokonano renowacji wszystkich elementów ozdobnych stacji. Westybul (znajdujący się na skrzyżowaniu ulic Seleznewskaja i Nowosłobodskaja) posiada monumentalny portyk.

## Galeria

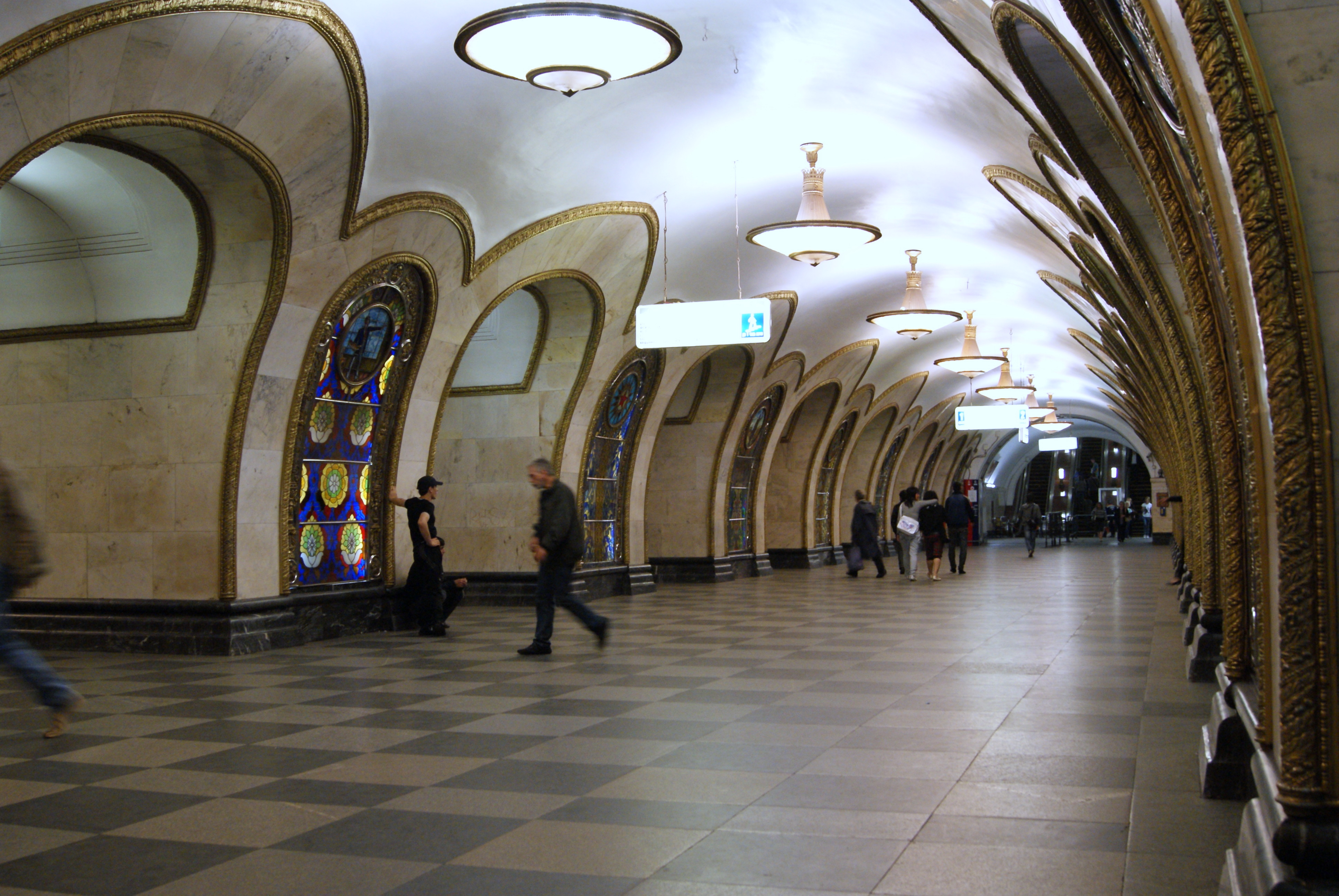
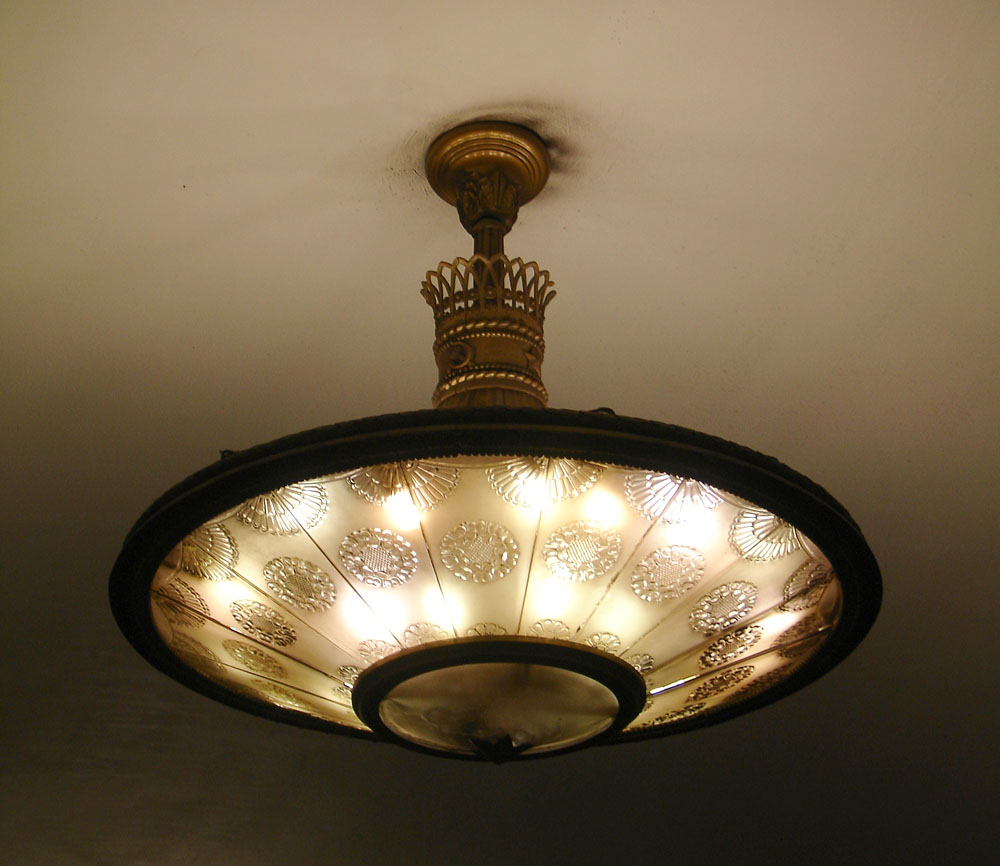